# Men of Harlech
A Men of Harlech (más címváltozattal The March of the Men of Harlech vagy  Through Seven Years, walesi nyelvű címmel Rhyfelgyrch Gwŷr Harlech) egy walesi népdal és egyben katonai induló, melynek szövege a harlechi vár 1461 és 1468 közötti ostromának állít emléket. Az ütközetben az erődítmény hét évig állt ellen az ostromló hadaknak, Constable Dafydd ap Ieuan parancsnoksága alatt, így ez lett az ismert történelem leghosszabb időn át tartó ostroma a Brit-szigeteken. A dalt néha a harlechi erődítmény egy korábbi, de jóval rövidebb, 1408-as ostromával is kapcsolatba hozzák, ám minden valószínűség szerint tévesen.

## Története
A dal zenéjének legkorábbi ismert lejegyzése 1794-ből származik, még szöveg nélkül, ám lényegében azonos címmel (Gorhoffedd Gwŷr Harlech — March of the Men of Harlech), magát a dallamot viszont sokkal régebbinek tartják. A dallam és a szöveg együttes megjelenésére a jelenleg ismert legkorábbi adat 1830-ból származik. Idővel a dalnak több angol és walesi nyelvű szövegváltozata is megjelent, utóbbiak közül az első 1862-ben jelent meg, John Jones walesi költő (bárdnevén Talhaiarn) szerzeményeként, de 1890-ben John Ceiriog Hughes költő is megjelentetett egy szövegváltozatot.
- Gorhoffedd Gwŷr Harlech

## Használata és változatai
A dal széles körben elterjedt Nagy-Britanniában, különös népszerűségnek örvend a walesi fegyveres erőknél. Figyelemre méltó, hogy a különböző fegyverzeti csoportoknál lassú és gyors ütemű változata is használatos.
Különféle adaptált változatait számos walesi labdarúgócsapat rajongói, továbbá iskolák és kollégiumok diákjai is éneklik szerte a világon. Elhangzott a dal Barack Obama egykori iskolájában is, az amerikai elnök második beiktatásakor, 2013-ban.
Szerepet kapott több film zenéjének összeállításában is, mint például a How Green Was my Valley című 1941-es, a Zulu című 1964-es mozifilmek zenéinek összeállításánál és más filmekben (a Zuluban kifejezetten a film számára írott szöveggel).
Ugyanez a dal hangzott állítólag a World Trade Center elleni támadásokat követő mentési munkálatok alatt, amikor is Rick Rescorla, a Morgan Stanley biztonsági főnöke többek között ezen dalnak a hangszórókon keresztül történő éneklésével igyekezett erősíteni a lelket dolgozóiban, miközben azok a támadásokban megsérült épületegyüttest igyekeztek kiüríteni; mígnem ő maga is a szerencsétlenség áldozatául esett.

## Szövege
A Men of Harlechnek számos változata ismert, így egyik sem tekinthető közülük általánosan elfogadottnak. A leggyakrabban a John Ceiriog Hugnes által szerzett walesi nyelvű változat, angol nyelven a John Oxenford által 1873-ban, illetve a Thomas Oliphant által 1862-ben közzétett verzió, valamint a Charlotte Church által énekelt, a Hughes- és az Oliphant-verzió egyesítésével született változat hangzik fel.

### John Ceiriog Hughes walesi nyelvű változata
| Wele goelcerth wen yn fflamio A thafodau tân yn bloeddio Ar i'r dewrion ddod i daro Unwaith eto'n un. Gan fanllefau tywysogion Llais gelynion, trwst arfogion A charlamiad y marchogion Craig ar graig a gryn. Arfon byth ni orfydd Cenir yn dragywydd Cymru fydd fel Cymru fu Yn glodfawr ym mysg gwledydd. Yng ngwyn oleuni'r goelcerth acw Tros wefusau Cymro'n marw Annibyniaeth sydd yn galw Am ei dewraf ddyn. | Ni chaiff gelyn ladd ac ymlid Harlech! Harlech! cwyd i'w herlid Y mae Rhoddwr mawr ein Rhyddid Yn rhoi nerth i ni. Wele Gymru a'i byddinoedd Yn ymdywallt o'r mynyddoedd! Rhuthrant fel rhaeadrau dyfroedd Llamant fel y lli! Llwyddiant i'n marchogion Rwystro gledd yr estron! Gwybod yn ei galon gaiff Fel bratha cleddyf Brython Y cledd yn erbyn cledd a chwery Dur yn erbyn dur a dery Wele faner Gwalia'i fyny Rhyddid aiff â hi! |

### John Oxenford angol nyelvű változata (1873)
| Men of Harlech, march to glory, Victory is hov'ring o'er ye, Bright-eyed freedom stands before ye, Hear ye not her call? At your sloth she seems to wonder; Rend the sluggish bonds asunder, Let the war-cry's deaf'ning thunder Every foe appall. Echoes loudly waking, Hill and valley shaking; 'Till the sound spreads wide around, The Saxon's courage breaking; Your foes on every side assailing, Forward press with heart unfailing, 'Till invaders learn with quailing, Cambria ne'er can yield! | Thou, who noble Cambria wrongest, Know that freedom's cause is strongest, Freedom's courage lasts the longest, Ending but with death! Freedom countless hosts can scatter, Freedom stoutest mail can shatter, Freedom thickest walls can batter, Fate is in her breath. See, they now are flying! Dead are heap'd with dying! Over might hath triumph'd right, Our land to foes denying; Upon their soil we never sought them, Love of conquest hither brought them, But this lesson we have taught them, „Cambria ne'er can yield!” |

### Thomas Oliphant angol nyelvű változata (1862)
| Hark! I hear the foe advancing, Barbed steeds are proudly prancing, Helmets in the sunbeams glancing Glitter through the trees. Men of Harlech, lie ye dreaming? See ye not their falchions gleaming, While their pennons gaily streaming Flutter in the breeze? From the rocks rebounding, Let the war cry sounding Summon all at Cambria's call, The haughty foe surrounding, Men of Harlech, on to glory! See, your banner famed in story Waves these burning words before ye "Britain scorns to yield!" | 'Mid the fray, see dead and dying, Friend and foe together lying; All around, the arrows flying, Scatter sudden death! Frighten'd steeds are wildly neighing, Brazen trumpets hoarsely braying, Wounded men for mercy praying With their parting breath! See! they're in disorder! Comrades, keep close order! Ever they shall rue the day They ventured o'er the border! Now the Saxon flies before us! Vict'ry's banner floateth o'er us! Raise the loud exulting chorus „Britain wins the field.” |

### John Jones "Talhaiarn" szövegváltozata
| Glyndŵr, see thy comet flaming, Hear a heavenly voice declaiming, To the world below proclaiming, Cambria shall be free: While thy star on high is beaming, Soldiers from the mountains teeming, With their spears and lances gleaming, Come to follow thee. Hear the trumpet sounding While the steeds are bounding, On the gale from hill and dale, The war-cry is resounding: Warriors famed in song and story, Coming from the mountains hoary, Rushing to the fields of glory, Eager for the fray: To the valley wending, Hearths and homes defending, With their proud and valiant prince, From ancient kings descending; See the mighty host advancing, Sunbeams on their helmets dancing, On his gallant charger prancing, Glyndŵr leads the way. | Now to battle they are going, Every heart with courage glowing, Pride and passion overflowing In the furious strife: Lo! the din of war enrages, Vengeance crowns the hate of ages, Sternly foe with foe engages, Feeding Death with Life: Hear the trumpets braying, And the horses neighing, Hot the strife while fiery foes Are one another slaying; Arrows fly as swift as lightning, Shout on shout the tumult height'ning, Conquest's ruddy wing is bright'ning, Helmet, sword, and shield; With their lances flashing, Warriors wild are crashing, Through the tyrant's serried ranks Whilst onward they are dashing: Now the enemy is flying, Trampling on the dead and dying; Victory aloft is crying, "Cambria wins the field!" |

### John Guard szövegváltozata
| Tongues of fire on Idris flaring, News of foemen near declaring, To heroic deeds of daring, Call you, Harlech men. Groans of wounded peasants dying, Wails of wives and children flying, For the distant succour crying, Call you, Harlech Men. Shall the voice of wailing, Now be unavailing, You to rouse, who never yet In battle's hour were failing? This our answer, crowds down pouring, Swift as winter torrents roaring. Not in vain the voice imploring Calls on Harlech men. | Loud the martial pipes are sounding, Every manly heart is bounding, As our trusted chief surrounding, March we, Harlech men. Short the sleep the foe is taking; Ere the morrow's morn is breaking, They shall have a rude awakening, Roused by Harlech Men. Mothers, cease your weeping, Calm may be your sleeping, You and yours in safety now, The Harlech men are keeping. Ere the sun is high in heaven, They you fear, by panic riven, Shall, like frightened sheep, be driven, Far, by Harlech men. |

### AZuluc. filmben felhangzó szövegváltozat
| Men of Harlech stop your dreaming Can't you see their spear points gleaming See their warrior pennants streaming To this battlefield Men of Harlech stand ye steady It cannot be ever said ye For the battle were not ready Welshmen never yield From the hills rebounding Let these war cries sounding Summon all at Cambria's call The mighty force surrounding Men of Harlech on to glory This will ever be your story Keep these burning words before ye Welshmen will not yield |

## Feldolgozásai
- A dal fontos helyet foglal el a walesi kultúrában, gyakran felhangzik a nemzeti identitás erősítésére szervezett rendezvényeken.
- Nemzetközileg is ismertté vált 1964-ben, miután felhangzott az abban az évben bemutatott, Zulu című mozifilmben.
- Ma is gyakran felhangzik különféle walesi művészek előadásában, így például szerepelt a walesi származású, nemzetközi elismertségű énekesnő, Charlotte Church második cd-jén is. Az általa énekelt, és népszerűsége révén közismertté vált szövegváltozat első felében a Hughes-féle walesi nyelvű szöveg első fele, a második felében pedig – férfikórus közreműködésével – az Oliphant-féle angol szöveg első fele hangzik fel, annyi eltéréssel, hogy az utóbbinak negyedik, nyolcadik és utolsó sora helyett a walesi nyelvű „Cymru fo am byth!” [hozzávetőleges magyar fordításban: Mindörökké Wales!] szöveg hangzik el.[7]

## Fordítás
Ez a szócikk részben vagy egészben  a   Men of Harlech című angol Wikipédia-szócikk fordításán alapul.  Az eredeti cikk szerkesztőit annak laptörténete sorolja fel. Ez a jelzés csupán a megfogalmazás eredetét és a szerzői jogokat jelzi, nem szolgál a cikkben szereplő információk forrásmegjelöléseként.